# Zakrzewo Kujawskie
Zakrzewo Kujawskie – nieczynna wąskotorowa stacja kolejowa w Zakrzewie, w gminie Zakrzewo, w powiecie aleksandrowskim, w województwie kujawsko-pomorskim, w Polsce. Został wybudowany po I wojnie światowej. Przystanek został zamknięty w 2001 roku.